# Ramsar-Gebiet in Sierra Leone
Das Ramsar-Gebiet in Sierra Leone ist nach der 1971 geschlossenen Ramsar-Konvention ein geschütztes Feuchtgebiet in Sierra Leone. Dieses Gebiet ist von internationaler Bedeutung, nach der Absicht des internationalen völkerrechtlichen Vertrags insbesondere als Lebensraum für Wasser- und Watvögel.
Sierra Leone weist zurzeit (Stand Februar 2014) ein Ramsar-Gebiet mit einer Fläche von 295.000 Hektar (ha) aus.
| Name des Gebiets                                             | Lage                   | Koordinaten              | Größe in ha | Ausweisungs- Datum | Anzahl Vögel |
| ------------------------------------------------------------ | ---------------------- | ------------------------ | ----------- | ------------------ | ------------ |
| Mündungsgebiet des Sierra Leone River mit dem Aberdeen Creek | Freetown, Western Area | 8° 37′ 0″ N, 13° 3′ 0″ W | 295.000     | 13. Dezember 1999  | > 500.000    |